# Eva Marie Rødbro
Eva Marie Rødbro (født i 1980 i Aarhus) er dokumentarfilminstruktør og tv-tilrettelægger uddannet i 2008 fra Gerrit Rietveld Academie i Amsterdam, Nederlandene og Den Danske Filmskole.

## Filmografi
- Fuck You Kiss Me (2008)
- I touched her legs (2010)
- Kriger (2013)
- Dan Mark (2014)
- Os der valgte Mælkevejen (2015)
- Prinsesser fra blokken (2016)